# Molo Selo
Molo Selo je bivše samostalno naselje na otoku Hvaru. Danas je dijelom grada Starog Grada. Izvori na talijanskom jeziku spominju ga pod imenom Villeta.
Smjestilo se je na sjevernoj strani Starogrojčice (Starogrojske vale). Nastalo je sredinom 17. stoljeća kao težačko naselje.
Od stare jezgre Starog Grada dijeli ga park Vorba. Molo Selo je istočno od nogometnog igrališta starogradskog Jadrana i sjeverno od parka Vorbe. Kroz Molo Selo vodi cesta do Rudine.
U Molemu Selu nekad je djelovao nogometni klub Malo Selo.